# Ocimum americanum
Alfavaca-do-campo (Ocimum americanum) é uma planta anual, odorífica  e medicinal que pertence à família das lamiáceas, originária das regiões tropicais e subtropicais do Velho Mundo, cujo flores da cor branca ou lavanda. Originária da Ásia e África, naturalizou-se
pela América tropical, onde é encontrada vegetando espontaneamente. É conhecida popularmente pelos nomes de alfavaca-do-campo, alfavaca-de-vaqueiro, remédio-de-vaqueiro, segurelha, manjericão branco e anão.

## Usos
Além de ser usada como planta odorífica e medicinal, é usada na culinária.
Entre os constituintes químicos do óleo essencial de O. americanum, foram identificados monoterpenos, monoterpenos oxigenados, sesquiterpenos, compostos alifáticos e fenilpropanóides. Os constituintes em maior proporção percentual são eugenol, estragol, limoneno, linalol, cinamato de metila e carvona.

## Sinonímia
- Ocimum canum Sims, Bot. Mag. 51: t. 2452 (1823).
- Ocimum stamineum Sims, Bot. Mag. 51: t. 2452 (1823).
- Ocimum fruticulosum Burch., Trav. S. Africa 2: 264 (1824).
- Ocimum brachiatum Blume, Bijdr.: 833 (1826).
- Ocimum hispidulum Schumach. & Thonn. in C.F.Schumacher, Beskr. Guin. Pl.: 266 (1827).
- Ocimum incanescens Mart., Reise Bras. 2: 799 (1828).
- Ocimum fluminense Vell., Fl. Flumin. 4: t. 11 (1829).
- Ocimum album Roxb., Fl. Ind. ed. 1832, 3: 15 (1832).
- Ocimum dichotomum Hochst. ex Benth. in A.P.de Candolle, Prodr. 12: 39 (1848).
- Ocimum thymoides Baker in D.Oliver & auct. suc. (eds.), Fl. Trop. Afr. 5: 344 (1900).
- Ocimum dinteri Briq., Bull. Herb. Boissier, II, 3: 980 (1903).[5]

## Galeria

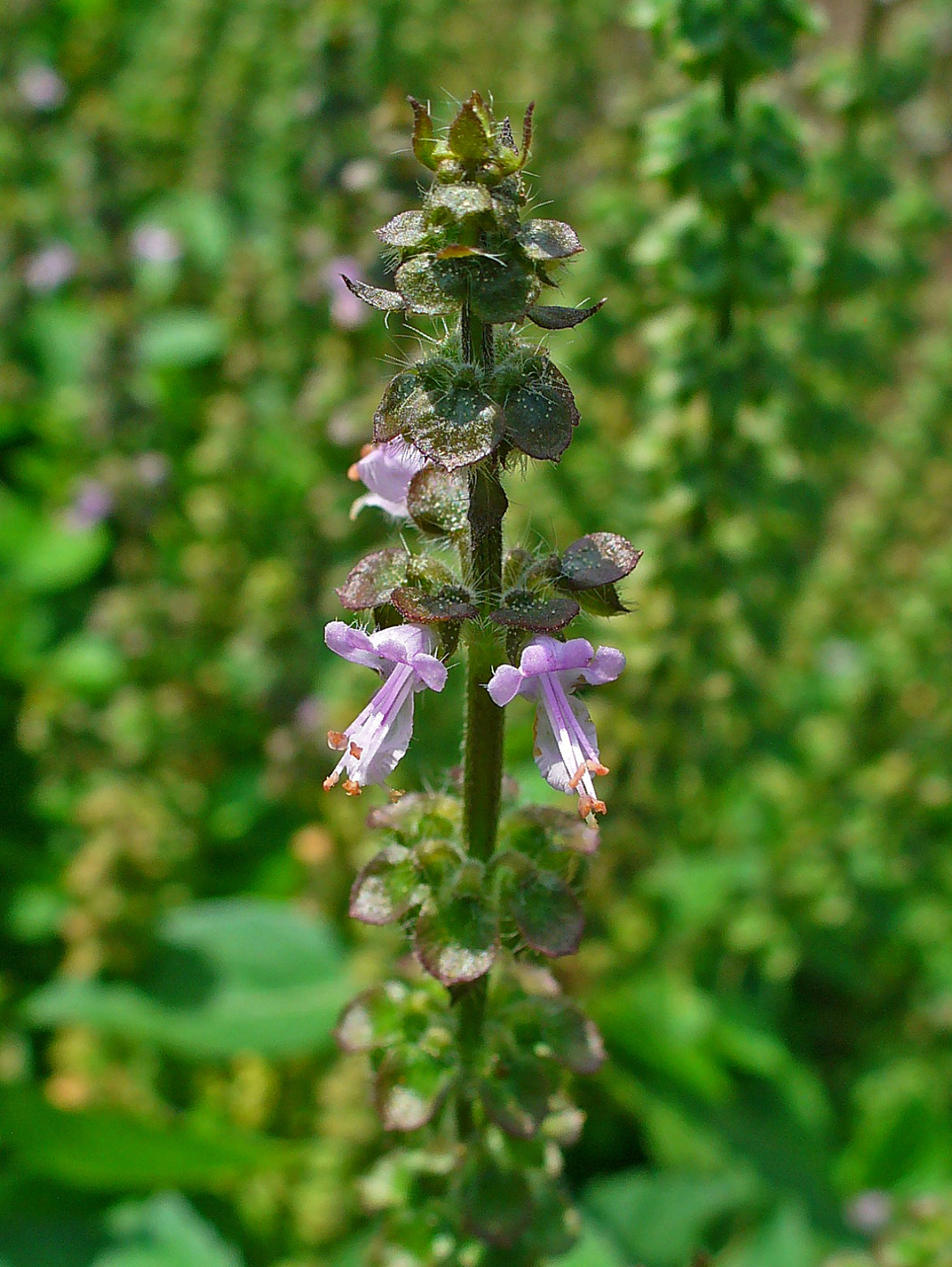
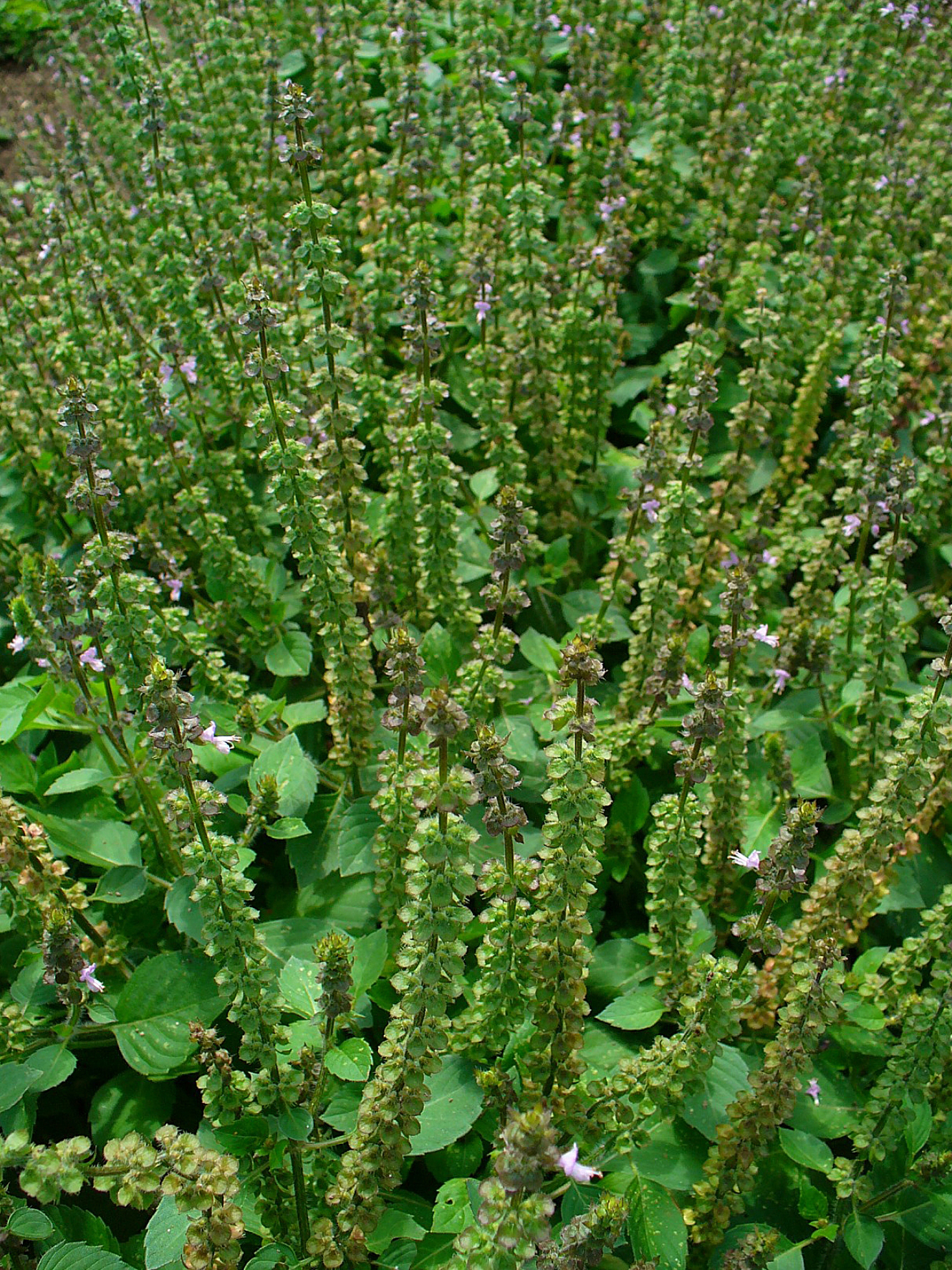
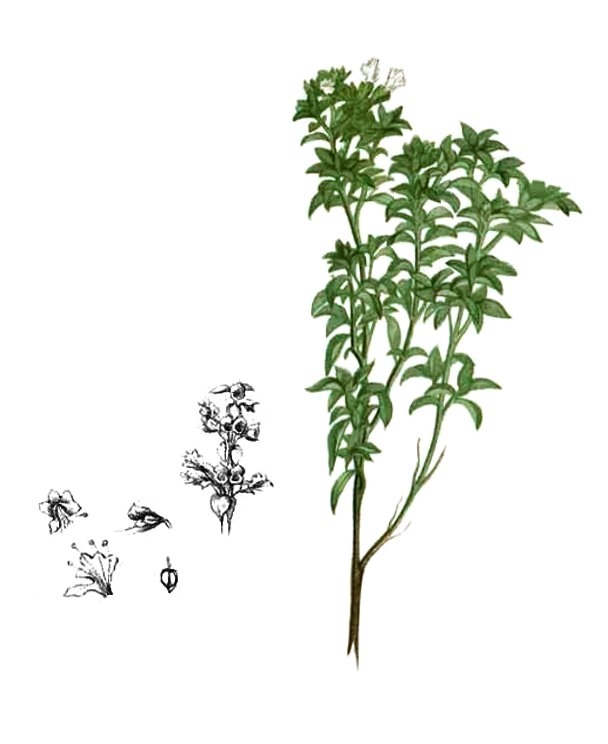
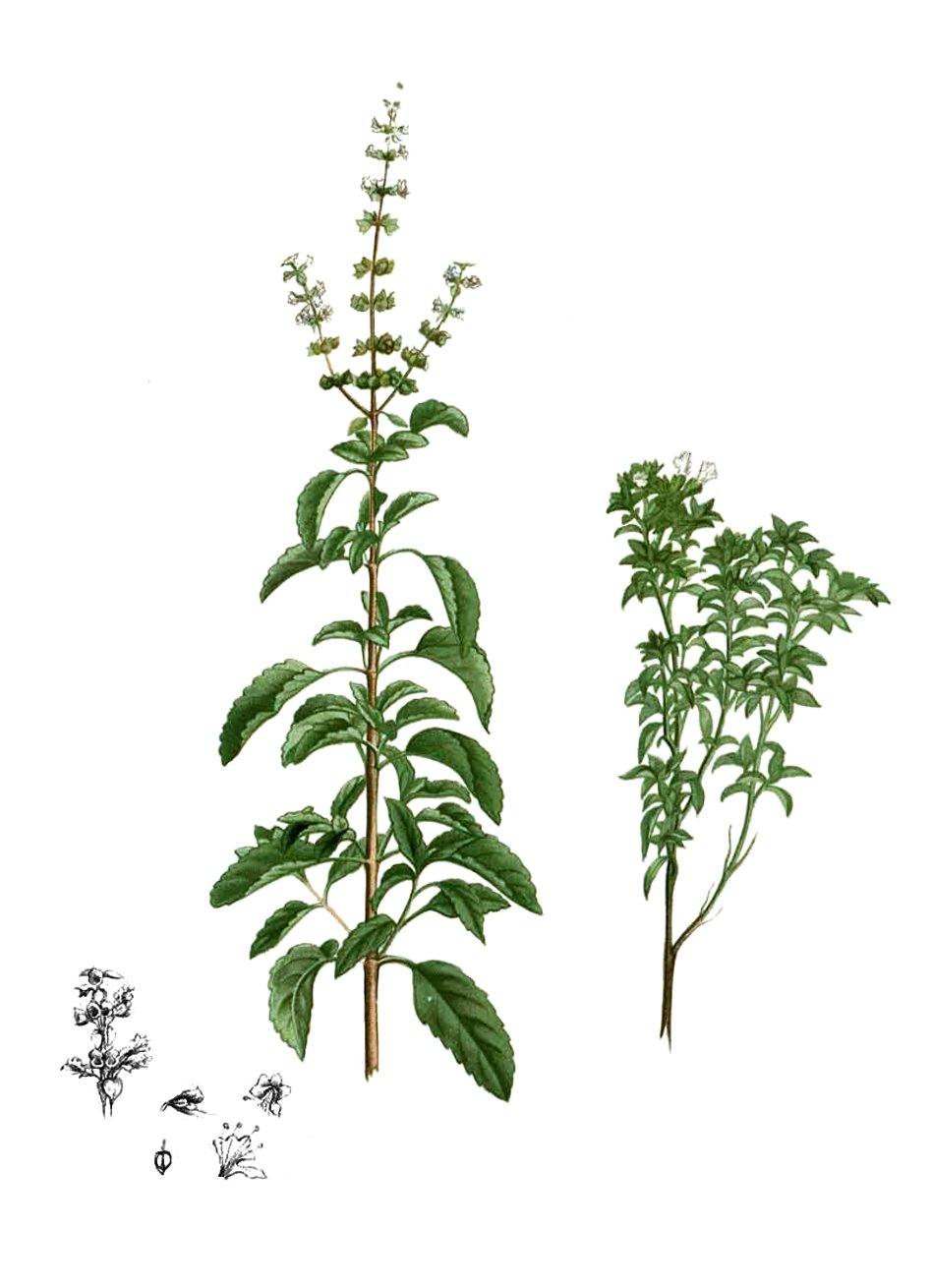